# Saint-Martin-d’Estréaux
Saint-Martin-d’Estréaux település Franciaországban, Loire megyében. Lakosainak száma 850 fő (2022. január 1.). Saint-Martin-d’Estréaux Andelaroche, Montaiguët-en-Forez, Saint-Pierre-Laval, Urbise, Chenay-le-Châtel, Le Crozet, La Pacaudière, Sail-les-Bains és Saint-Bonnet-des-Quarts községekkel határos.

## Népesség
A település népessége az elmúlt években az alábbi módon változott:
| Lakosok száma | 1232 | 1279 | 1090 | 894  | 883  | 858  | 839  | 836  | 841  | 850  |
|               | 1968 | 1982 | 1990 | 2006 | 2013 | 2015 | 2017 | 2019 | 2020 | 2022 |